# Acidithiobacillus
Genre
Le genre bactérien Acidithiobacillus est composé de bactéries à Gram négatif de la famille Acidithiobacillaceae incluse dans les Pseudomonadota. Ce sont des bactéries qui jouent un rôle d'importants générateurs de drainage minier acide ce qui pose un problème environnemental majeur dans le monde dans le secteur minier.

## Taxonomie

### Étymologie
Le genre Acidithiobacillus a été nommé ainsi d'après les caractéristiques qui lui sont propres. Son étymologie est la suivante : A.ci.di.thi.o.ba.cil’lus. L. masc. adj. acidus, acide; Gr. neut. n. theîon, soufre; L. masc. n. bacillus, bacille; N.L. masc. n. Acidithiobacillus, le bacille aimant l'acide et le soufre,.

### Historique
En 2000, quatre espèces bactériennes faisant partie des Thiobacillus ont été déplacées dans ce nouveau genre à la suite d'un réexamen de leurs caractéristiques biochimiques montrant qu'elles se distinguaient nettement d'autres Thiobacillus. Acidithiobacillus a d'abord été classé en 2005 dans la classe des Gammaproteobacteria sur la base des analyses phylogénétiques des séquences d'ARN ribosomal 16S,. De nouvelles analyses phylogénétiques multiprotéines ont été ajoutées et ont permis de créer la classe des Acidithiobacillia en 2013 parmi les Pseudomonadota,. À l'occasion de cette caractérisation, l'ordre des Acidithiobacillales a été déplacé de la classe Gammaproteobacteria vers la nouvelle classe Acidithiobacillia ainsi que les familles et genres la composant.

### Liste des espèces
Selon LPSN (9 juin 2025) :
- Acidithiobacillus acidisediminis Li et al. 2024
- Acidithiobacillus albertensis corrig. (Bryant et al. 1988) Kelly & Wood 2000
- Acidithiobacillus caldus (Hallberg & Lindström 1995) Kelly & Wood 2000
- Acidithiobacillus ferrianus Norris et al. 2020
- Acidithiobacillus ferridurans Hedrich & Johnson 2013
- Acidithiobacillus ferriphilus Falagán & Johnson 2016
- Acidithiobacillus ferrivorans Hallberg et al. 2010
- Acidithiobacillus ferrooxidans (Temple & Colmer 1951) Kelly & Wood 2000
- Acidithiobacillus sulfuriphilus Falagán et al. 2019
- Acidithiobacillus thiooxidans (Waksman & Joffe 1922) Kelly & Wood 2000, espèce type (Waksman et Joffe 1922) Kelly et Wood 2000